# Bellentre
Bellentre est une ancienne commune française située dans le département de la Savoie en région Auvergne-Rhône-Alpes.
Elle fusionne le 1er janvier 2016 avec les communes de La Côte-d'Aime, de Mâcot-la-Plagne et de Valezan pour former la commune nouvelle de La Plagne Tarentaise.

## Géographie

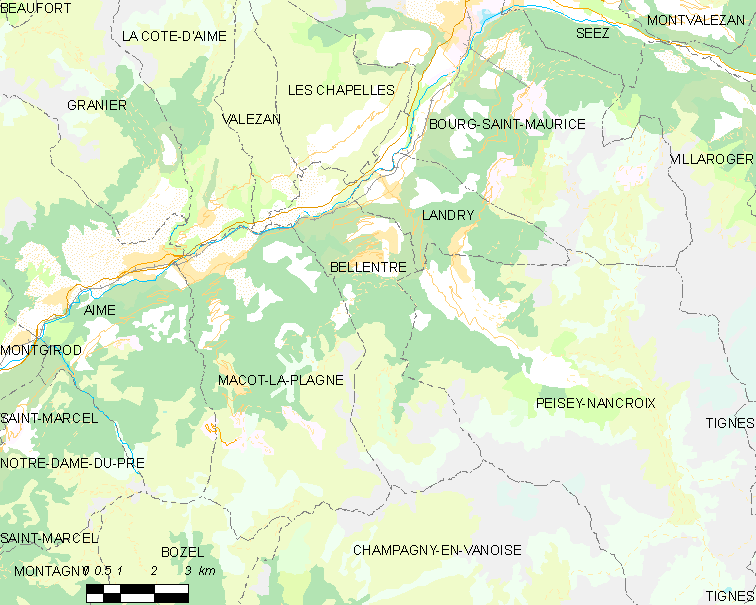
Plan du territoire de Bellentre.

Bellentre est une commune située dans la haute-vallée de la Tarentaise.
Elle comptait sur son territoire la station de sports d'hiver de Montchavin-La Plagne (qui comprend le village de Montchavin et des Coches) qui fait partie des onze stations-villages de La Plagne et de son grand domaine skiable Grande Plagne.

## Toponymie
Dans les documents médiévaux, Bellentre a pris les formes suivantes Belentro (fin du XIe siècle), Bellentro et Ecclesia de Belentru (1226), Bellentro (1245), Belintro (1249), Ecclesia de Bellentro (XIVe siècle), Prioratus Sti Andree de Bellentro (1534) ou encore Parrochia de Bellentre (1652).
Le toponyme de Bellentre serait, selon Adolphe Gros, le toponyme latin Bergintrum que l'on lit sur les itinéraires romains. Toutefois le chanoine Gros s'interroge sur la disparition du « g » pour donner Berintrum. Il cite Alfred Holder (Alt-celtischer sprachschatz, 1896–1913) qui donnait pour Bergintrum une origine ligure. La chanoine poursuit en indiquant que les différentes travaux historiques placent Bergintrum à Bourg-Saint-Maurice.
La prononciation locale prononce Bélintro, « avec l'accent tonique sur l'avant-dernière syllabe ». En francoprovençal, le nom de la commune s'écrit Bélintro, selon la graphie de Conflans.

## Histoire

### Moyen Âge
Au Moyen Âge, siège de seigneurie, en son centre se trouvait la maison forte du Creys ou Crest-sur-Bellentre. En 1494, elle est entre les mains de noble Jacques (II) de Montmayeur. À cette date, il reconnaît tenir le four : « pour lequel il percevait 6 seitiers de bled », mais qui n'est plus utilisé car : « les habitants dudict lieu en ont fait batir un autre ».
La paroisse de Valezan devient indépendante de Bellentre en 1715.

### Époque contemporaine
La commune de Bellentre fait partie du canton d'Aime, elle est membre du Syndicat intercommunal de la Grande Plagne qui a créé la station de ski de La Plagne, en 1961, conjointement avec les communes de Macôt, Aime, Longefoy et Champagny-en-Vanoise.
Sous l'impulsion de son maire Auguste Mudry, la station village de Montchavin, à 1 250 m d'altitude, voit le jour en 1972.
En 1980, son successeur Francis Marchand-Maillet inaugure la station des Coches à 1 450 m d'altitude.
L'ensemble Montchavin-Les Coches est relié au domaine skiable de La Plagne  depuis 1973 et aux glaciers de Bellecôte, à 3 200 m d'altitude, depuis 1978.
Depuis 2003, la construction d'un téléphérique, le Vanoise-express, reliant Montchavin-Les Coches à Peisey-Nancroix a permis la liaison La Plagne-Les Arcs, formant un des plus grands domaines skiables du monde : Paradiski. 
Depuis 2004, la commune est intégrée à une communauté de communes qui regroupe la plupart des communes du canton.
L'arrêté préfectoral du 10 novembre 2015 officialise, avec effet au 1er janvier 2016, la création de la commune dite "La Plagne Tarentaise" en lieu et place des communes de Bellentre, La Côte d'Aime, Mâcot et Valezan,.

## Politique et administration
Le dernier conseil municipal de Bellentre, ainsi que l'équipe municipale, était composé d'un maire et de 4 maires adjoints et de 10 conseillers municipaux.
| Période                                  | Période                   | Identité                                | Étiquette | Qualité |
| ---------------------------------------- | ------------------------- | --------------------------------------- | --------- | --- |
| Les données manquantes sont à compléter. |                           |                                         |           | |
| octobre 1947                             | mai 1973 († mai 1973)     | Auguste Mudry († mai 1973)              | PCF       | - Ouvrier monteur-électricien - Député de Savoie (1946-1951) et (1956-1958) - Conseiller général du Canton d'Aiguebelle (octobre 1951 - mars 1970)                           |
| mai 1973                                 | mars 1977                 | René Cléaz-Savoyen                      | SE        | ... |
| mars 1977                                | avril 1986 († avril 1986) | Francis Marchand-Maillet († avril 1986) | SE        | - Instituteur de l'école primaire de Bellentre et secrétaire de mairie |
| mai 1986                                 | mars 2008                 | Michel Girod                            | SE        | - Artisan boulanger |
| mars 2008                                | mai 2020                  | Anthony Favre                           | LR        | - Maire délégué de Bellentre à partir du 1er janvier 2016 - Restaurateur |
| mai 2020                                 | En cours (au mai 2020)    | Daniel-Jean Véniat                      | SE        | - Maire délégué de Bellentre, maire-adjoint chargé de l’Urbanisme et des Ressources Humaines de La Plagne Tarentaise - Retraité de GRDF, ancien directeur Relations Sociales |

## Démographie
Ses habitants sont appelés les Bellentrais,.

L'évolution du nombre d'habitants est connue à travers les recensements de la population effectués dans la commune depuis 1793. À partir du 1er janvier 2009, les populations légales des communes sont publiées annuellement dans le cadre d'un recensement qui repose désormais sur une collecte d'information annuelle, concernant successivement tous les territoires communaux au cours d'une période de cinq ans. 
Pour les communes de moins de 10 000 habitants, une enquête de recensement portant sur toute la population est réalisée tous les cinq ans, les populations légales des années intermédiaires étant quant à elles estimées par interpolation ou extrapolation. Pour la commune, le premier recensement exhaustif entrant dans le cadre du nouveau dispositif a été réalisé en 2007,.
En 2013, la commune comptait 929 habitants, en évolution de −0,64 % par rapport à 2008 (Savoie : +3,87 %, France hors Mayotte : +2,49 %).
| 1793 | 1800 | 1806 | 1822 | 1838  | 1848  | 1858 | 1861 | 1866 |
| ---- | ---- | ---- | ---- | ----- | ----- | ---- | ---- | ---- |
| 805  | 814  | 753  | 852  | 1 058 | 1 070 | 958  | 900  | 823  |

| 1872 | 1876 | 1881 | 1886 | 1891 | 1896 | 1901 | 1906 | 1911 |
| ---- | ---- | ---- | ---- | ---- | ---- | ---- | ---- | ---- |
| 762  | 790  | 819  | 757  | 708  | 710  | 701  | 694  | 739  |

| 1921 | 1926 | 1931 | 1936 | 1946 | 1954 | 1962 | 1968 | 1975 |
| ---- | ---- | ---- | ---- | ---- | ---- | ---- | ---- | ---- |
| 572  | 504  | 526  | 556  | 530  | 568  | 548  | 488  | 517  |

| 1982 | 1990 | 1999 | 2007 | 2011 | 2013 | - | - | - |
| ---- | ---- | ---- | ---- | ---- | ---- | - | - | - |
| 631  | 740  | 793  | 938  | 932  | 929  | - | - | - |

## Culture locale et patrimoine

### Lieux et monuments

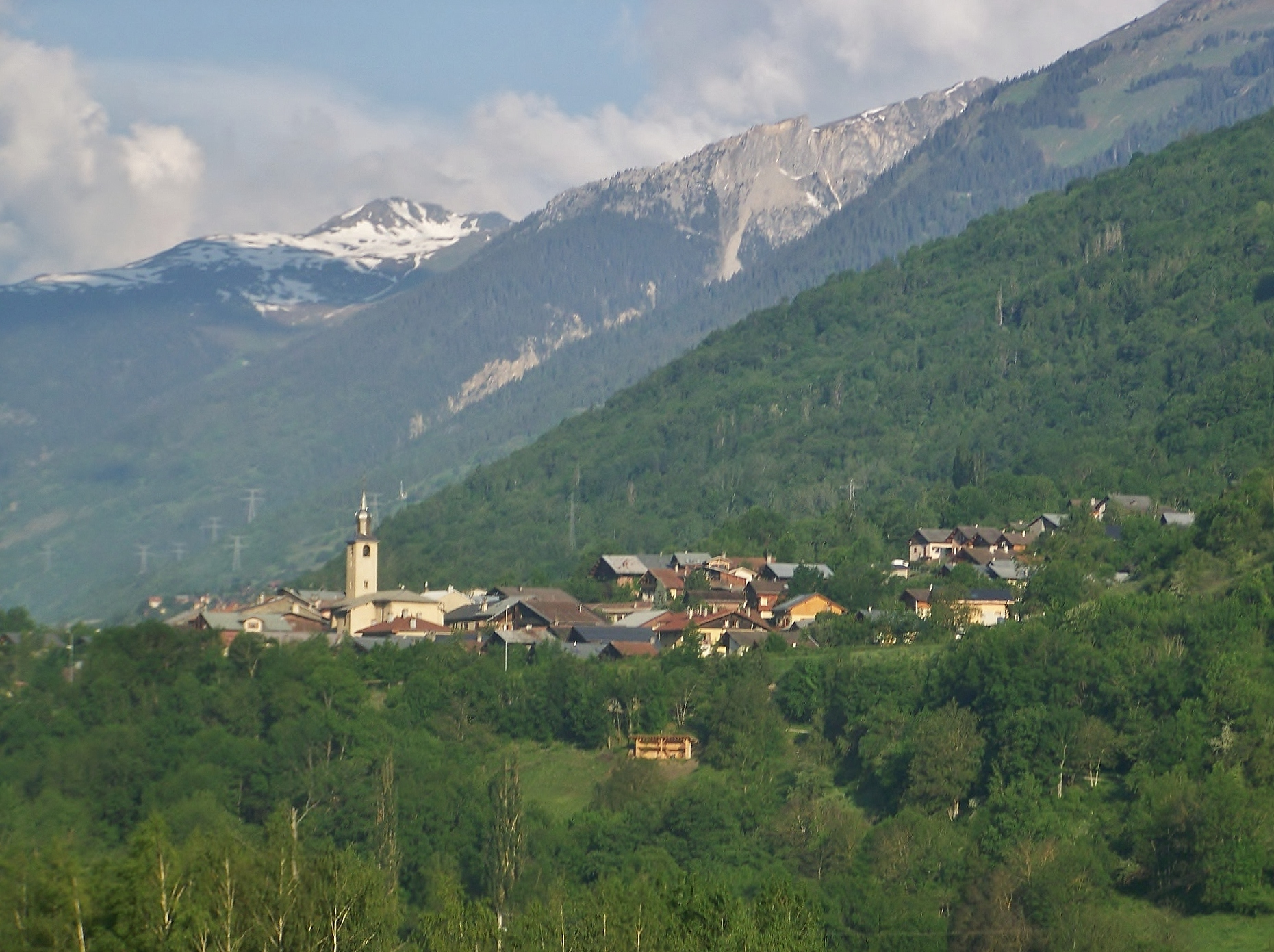
Vue générale de Bellentre.

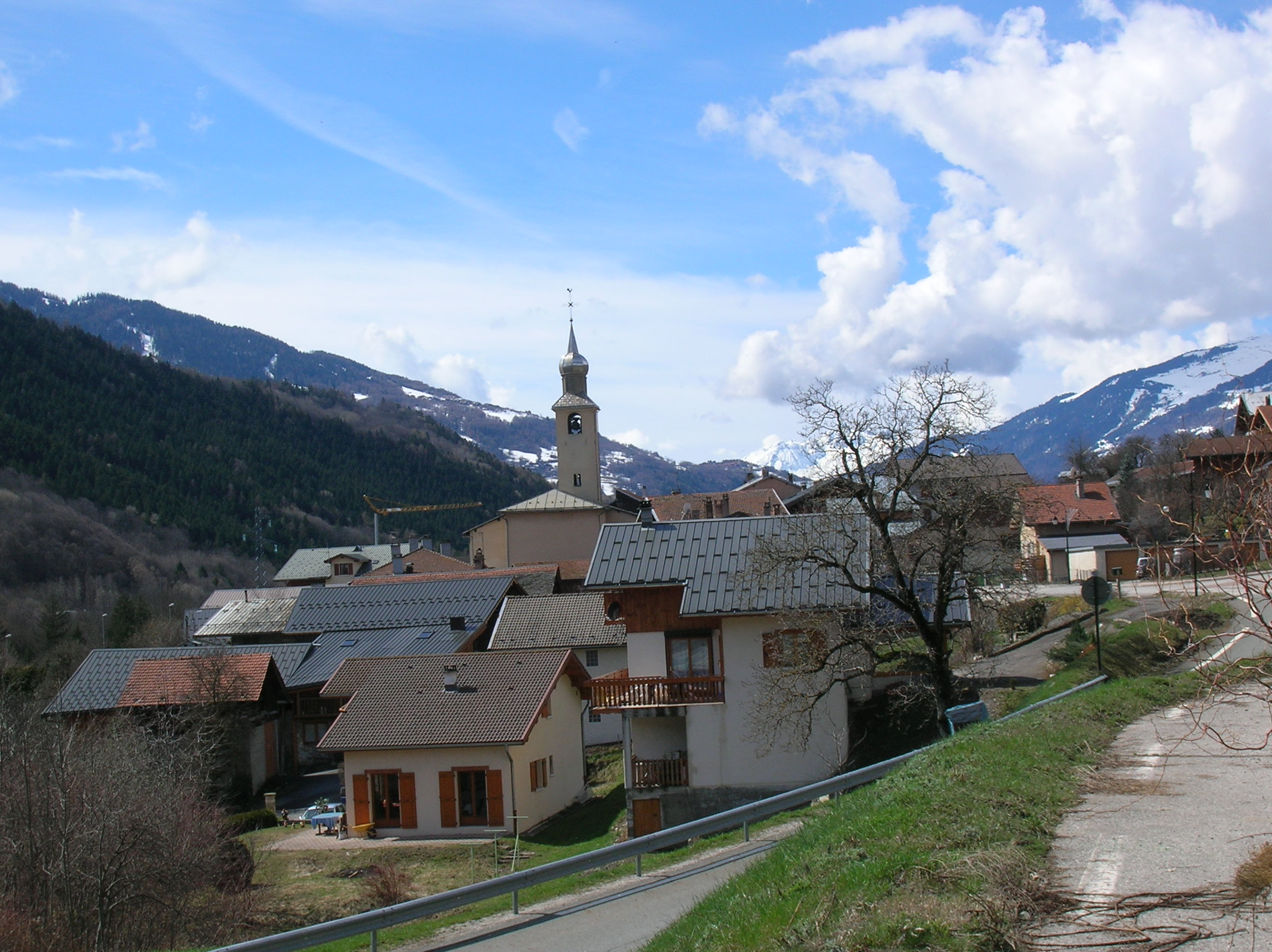
Bellentre en 2006.

- Église Saint-André (art baroque) au chef-lieu[12],[13]
- Chapelles dans les villages du Villard, des Granges, Bonconseil, Montorlin et Montchavin. Chapelle Notre-Dame-de-la-Compassion (ex-Notre-Dame de L'Allée).

La commune accueille la station de Montchavin-les-Coches, constituée des noyaux de Montchavin à 1 250 m et des Coches 1 450 m. Ces stations appartiennent au domaine skiable de La Plagne (Grande Plagne), qui a fusionné avec de Peisey-Vallandry-Les Arcs par le Vanoise Express (la plus grande télécabine du monde), pour donner naissance à Paradiski, l'un des plus grands domaines skiable mondial.
Route Napoléon : des vestiges de cette voie sont encore praticables (piétons), à partir du chef-lieu et en contrebas le la RN90 vers Bourg St Maurice.

### Personnalités liées à la commune
- L'acteur Jean-Pierre Maurin, premier fils de la comédienne Mado Maurin, y meurt brutalement à 55 ans le 15 août 1996, à la fin de la saison estivale.